# سفارة الجمهورية العربية الصحراوية الديمقراطية في غانا
سفارة الجمهورية العربية الصحراوية الديمقراطية في غانا هي البعثة الدبلوماسية للجمهورية العربية الصحراوية الديمقراطية بغانا.